# Ussita
Ussita là một đô thị ở tỉnh Macerata ở vùng Marche, có vị trí cách khoảng 80 km về phía tây nam của Ancona và khoảng 45 km về phía tây nam của Macerata. Tại thời điểm ngày 31 tháng 12 năm 2004, đô thị này có dân số 434 người và diện tích là 55,3 km².
Đô thị Ussita có các frazioni (các đơn vị trực thuộc, chủ yếu là các làng) Fluminata, Pieve, Sasso, Vallazza, Capovallazza, Tempori, Vallestretta, Calcara, S. Eusebio, Castel Fantellino, Sorbo, Cuore di Sorbo, Frontignano, Sammerlano, Casali, San Placido, và Pian dell'Arco.
Ussita giáp các đô thị: Acquacanina, Bolognola, Castelsantangelo sul Nera, Montefortino, Pieve Torina, Visso.